# ジャパゆきさん
ジャパゆきさんは、1983年頃に流行語になったアジア各国から日本に出稼ぎに来る女性のことを指して呼んだ語である。

## 語源
明治時代以降、九州島原などの貧しい女性が、経済的に繁栄する東南アジアの港湾都市などに送り込まれ、娼館で娼婦として働き、郷里に送金していた。九州ではこれらの女性を「からゆきさん」と呼んだ。
山崎朋子のノンフィクション文学『サンダカン八番娼館- 底辺女性史序章』や、その映画化作品である1974年公開の映画『サンダカン八番娼館 望郷』（東宝、原作山崎朋子）の中で、まずしい田舎の女性がボルネオの娼館で働く「からゆきさん」が描写され、よく知られるようになった。日本から東南アジアへ渡った「からゆきさん」との対比で、アジア各国から日本（Japan）へ出稼ぎに来た女性に対し映像ルポライター山谷哲夫によって「ジャパゆきさん」という造語が生まれた。

## 背景
日本への出稼ぎ女性が増えた背景として、日本の経済が伸び、世界的な経済格差が大きくなったことがあげられる。日本で半年も働けば国へ帰って家が建てられると言った話が広がり、日本で働くことにあこがれや夢を抱く女性が増えた。
日本の水商売にエンターティナーとして女性達を連れて来るプロモータービジネスが、利益の高い商売であったことと合致し、当初はフィリピン、後に東南アジア各国の女性をタレントとして来日させるようになった。

## 社会問題
当時はまだ外国人女性がめずらしいこともあり、とまどいと好奇程度であったが、1980年代前後から急激に増えた事で、多くの問題が出てきた。具体的には、風俗への流出、不法滞在（いわゆるオーバーステイ）、売春強要、タコ部屋労働、給与不支払い、暴力団介在などである。これらによって、悲惨な状況に追い込まれた女性も多くある。
こうした被害女性は不法滞在が多く、被害を警察に訴えられないため、潜在的には相当の数に上ったと見られ、こうした人たちの人権を守るため、1980年代以降、多くのボランティア団体が人権保護のために活動している。

## 現在
日本で働く外国人女性の数が非常に増え、すでに珍しい存在でなくなったこともあって、「ジャパゆきさん」という言葉も死語になりつつある。
また、雇用する側、される側において人権問題への認識が高まり、法体制の変化もあって前述の様な被害に遭うケースは減少してきている。しかし、不法滞在や差別、法的不備など、解決すべき問題も残されている。

## 在日外国人の人権活動家（個人・団体）
- アルスの会
- 梅原イルミナダ
- カサデアミーゴ
- サマハンカプワフィリピノ
- FAS
- フォーリンワイフアソシエーション
- フィリピンデスク
- フィリピン人移住者センター